# العلاقات الكرواتية اللبنانية
العلاقات الكرواتية اللبنانية هي العلاقات الثنائية التي تجمع بين كرواتيا ولبنان.

## مقارنة بين البلدين
هذه مقارنة عامة ومرجعية للدولتين:
| وجه المقارنة                                              | كرواتيا                                                  | لبنان                                                                |
| --------------------------------------------------------- | -------------------------------------------------------- | -------------------------------------------------------------------- |
| المساحة (كم2)                                             | 56.59 ألف                                                | 10.45 ألف                                                            |
| عدد السكان (نسمة)                                         | 4.11 مليون                                               | 6.10 مليون                                                           |
| الكثافة السكانية (ن./كم²)                                 | 72.63                                                    | 583.73                                                               |
| العاصمة                                                   | زغرب                                                     | بيروت                                                                |
| اللغة الرسمية                                             | اللغة الكرواتية                                          | اللغة العربية، لغة فرنسية                                            |
| العملة                                                    | كونا كرواتية                                             | ليرة لبنانية                                                         |
| الناتج المحلي الإجمالي (بليون دولار)                      | 54.85 مليار                                              | 51.84 مليار                                                          |
| الناتج المحلي الإجمالي (تعادل القوة الشرائية) بليون دولار | 94.64 مليار                                              | 81.54 مليار                                                          |
| الناتج المحلي الإجمالي الاسمي للفرد دولار أمريكي          | 11.54 ألف                                                | 8.05 ألف                                                             |
| الناتج المحلي الإجمالي للفرد دولار أمريكي                 | 21.64 ألف                                                | 17.46 ألف                                                            |
| مؤشر التنمية البشرية                                      | 0.818                                                    | 0.769                                                                |
| رمز المكالمات الدولي                                      | +385                                                     | +961                                                                 |
| رمز الإنترنت                                              | .hr                                                      | .lb                                                                  |
| المنطقة الزمنية                                           | توقيت وسط أوروبا، ت ع م+01:00، ت ع م+02:00، أوروبا/زغرب ‏ | ت ع م+02:00، ت ع م+03:00، توقيت شرق أوروبا، توقيت شرق أوروبا الصيفي ‏ |

## منظمات دولية مشتركة
يشترك البلدان في عضوية مجموعة من المنظمات الدولية، منها:
| علم المنظمة | اسم المنظمة                               | تاريخ انضمام كرواتيا | تاريخ انضمام لبنان |
| ----------- | ----------------------------------------- | -------------------- | ------------------ |
|             | مؤسسة التنمية الدولية                     | 25 فبراير 1993       | 10 أبريل 1962      |
|             | يونسكو                                    | 1 يونيو 1992         | 4 نوفمبر 1946      |
|             | وكالة ضمان الاستثمار متعدد الأطراف        | 19 مارس 1993         | 19 أكتوبر 1994     |
|             | الأمم المتحدة                             | 22 مايو 1992         | 24 أكتوبر 1945     |
|             | الاتحاد البريدي العالمي                   | ?                    | ?                  |
|             | البنك الدولي للإنشاء والتعمير             | 25 فبراير 1993       | 14 أبريل 1947      |
|             | الاتحاد الدولي للاتصالات                  | 3 يونيو 1992         | 12 يناير 1924      |
|             | منظمة حظر الأسلحة الكيميائية              | ?                    | ?                  |
|             | مؤسسة التمويل الدولية                     | 25 فبراير 1993       | 28 ديسمبر 1956     |
|             | المركز الدولي لتسوية المنازعات الاستشارية | 22 أكتوبر 1998       | 25 أبريل 2003      |
|             | منظمة الشرطة الجنائية الدولية             | ?                    | ?                  |

## وصلات خارجية
- موقع وزارة الخارجية الكرواتية